# Canariomys
Genre
Le genre de rongeurs canariomys de la sous-famille des Murinés comprend deux espèces endémiques des îles Canaries, toutes deux éteintes :
Ces rats géants peuvent atteindre un poids d'environ 1 kg, ce qui les rend extrêmement important par rapport à leurs homologues européens. Les deux espèces ont un régime alimentaire similaire, herbivore. On croit que, en général, le genre de Tenerife a vécu dans un environnement boisé lié à la laurisilva et avait l'escalade des compétences, alors que les espèces de Gran Canaria vivaient dans des environnements plus ouverts et était plus liée à creuser des terriers.
- Rat géant de Tenerife (Canariomys bravoi Crusafont Pairó et Petter, 1964), du Pléistocène de Tenerife
- Rat géant de la Grande Canarie (Canariomys tamarani Lopez-Martinez and Lopez-Jurado, 1987), de l'Holocène de la Grande Canarie

## Référence
- Crusafont Pairo & Petter : Un Murine geant fossile des Iles Canaries Canariomys bravoi gen. nov., sp. nov. (Rongeurs, Murides). Mammalia 28 pp 607–612.